# Сколіт
Сколіт (англ. skolite; нім. Skolit m) — мінерал, глиноземистий різновид глауконіту.
За назвою міста Сколе, Львівська область (K.Smulikowski, 1936).

## Опис
Хімічна формула:
- 1. За Є. К. Лазаренком: (K, Na, Ca, H3O)•(Mg, Fe2+,Fe3+,Al)[(OH)2|AlSi3O10] •nH2O.
- 2. За Г Штрюбелем та З. Х. Ціммером: K(Mg, Fe2+,Ca) (Al, Fe3+)3H4Si6O20.

Склад у % (з р-ну м. Сколе, Львівська обл.): K2O — 5,62; Na2O — 0,23; CaO — 1,03; MgO — 3,10; FeO — 2,56; Fe2O3 — 6,42; Al2O3 — 18,17; SiO2 — 49,09; H2O — 13,47.
Густина 2,55. Колір зелений. Змішаношаруватий до кінця не вивчений мінерал.